# Eugeni Xammar i Puigventós
Eugeni Xammar i Puigventós (Barcelona, 17 de gener de 1888 - l'Ametlla del Vallès, 5 de desembre de 1973) fou un periodista cosmopolita, diplomàtic de carrera i traductor poliglot (parlava set llengües i n'escrivia cinc) que visqué la major part de la seva vida fora de Catalunya fent de corresponsal a Europa durant els convulsos anys de la Primera i la Segona Guerra Mundial.
Va treballar com a corresponsal a Buenos Aires, París, Madrid, Londres, Berlín, Washington DC o Ginebra i va viatjar a Itàlia, Rússia o Àustria entre d'altres. Com a corresponsal va col·laborar principalment amb mitjans catalans escrivint en català, com ara La Publicitat, La Veu de Catalunya o la revista Mirador, una activitat complementada amb col·laboracions en castellà a mitjans sud-americans i amb el diari madrileny Ahora. El seu domini de les llengües li va permetre treballar com a traductor per a organismes internacionals com l'ONU, l'OMS, el Banc Mundial i la FAO.
L'estada més llarga va ser a Berlín, entre 1922 i 1936, durant la república de Weimar, quan Xammar va publicar l'any 1923 una suposada entrevista amb Hitler, la primera que es coneix del futur Führer, on explicava com s'estava covant el que ell va anomenar «l'ou de la serp». Vuitanta anys després la veracitat d'aquesta entrevista va ser qüestionada per Lluís Permanyer i Albert Sánchez Piñol. Són uns anys en què coincideix amb Josep Pla, que també feia de corresponsal i amb qui mantindrà una amistat tota la vida. Des de Berlín va narrar les repercussions de la Primera Guerra Mundial sobre la població alemanya, que van propiciar el desenvolupament del nazisme i l'arribada de Hitler al poder.
Sempre compromès amb la República i amb el govern de la Generalitat de Catalunya, del qual va ser representant a París durant la postguerra al servei del president Irla, el seu compromís li suposaria la represàlia franquista i l'extradició, així com la desaparició del seu nom i la seva obra com a referents del periodisme avançat que va practicar. Això el va fer invisible per a tota una generació d'estudiants fins que no es van publicar les seves memòries pòstumes a mitjan anys 1970.
Xammar es definia a si mateix com un demòcrata, republicà i catalanista. Afirmà: «Tractant-se de Catalunya, jo no he pres mai precaucions».
Va ser molt crític amb aquells que, partint de posicionaments com el seu, van ser «no bel·ligerants» amb el règim franquista de postguerra, com ara els intel·lectuals col·laboradors de la revista Destino, tot i ser considerada un referent liberal, catalanista i democràtic de l'època.

## Biografia

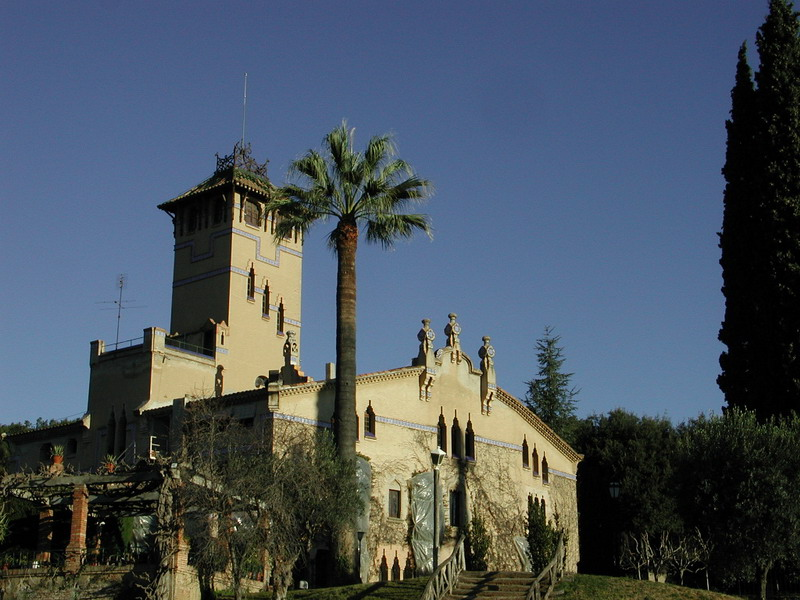
Can Xammar després de la reforma que va fer el següent propietari de la masia medieval, de la qual es conserva l'estructura basilical, la portalada adovellada i les finestres gòtiques

Tot i néixer a Barcelona, el 1900 es va traslladar amb la seva mare i el seu germà Josep Maria a la casa pairal de Can Xammar de Dalt de l'Ametlla del Vallès. La possessió, que havia estat la tercera en importància del municipi, havia estat assolada per la fil·loxera quan la va heretar sa mare, vídua d'en Ramon Xammar.
La mare va mirar de salvar la propietat, de caràcter eminentment rural, llogant cambres a gent de Barcelona que passava l'estiu fora, una pràctica que es va estendre i va convertir l'Ametlla en un destí d'estiueig el primer terç del segle xx. Però no va ser suficient i, dos anys després d'haver arribat, l'encara adolescent Eugeni Xammar havia de decidir si acceptava el repte que li proposava sa mare de fer de pagès tota la vida i aixecar el negoci. El seu temperament inquiet l'allunyava de cap vocació de terratinent i li respongué que «fer de pagès, o d'amo de casa de pagès, tant se val, a l'Ametlla, tota la vida, no m'abelleix ni poc ni molt».
Quan va complir catorze anys, la mare li comunicà que acabarien de passar l'hivern a l'Ametlla i tot seguit començaria a treballar a Barcelona, a la indústria cotonera Sucesores de B. Brutau. Quatre anys més tard, sa mare va haver de malvendre la finca a un altre industrial cotoner, Joan Millet i Pagès, germà del director de l'Orfeó Català, Lluís Millet. Des d'aquell moment, la finca va ser rebatejada amb el nom de Can Millet. Aquest no va ser l'únic canvi, ja que el nou propietari va encarregar una remodelació de la masia a Manuel Joaquim Raspall, l'arquitecte modernista de moda a la zona. Xammar quedaria estupefacte en veure'n la nova imatge i va escriure: «Un cop de raspall –per dir-ho així– fou suficient per a transformar una magnífica i gegantina masia, de dos vessants, en una mena de mona de Pasqua incomestible que encara avui fa esgarrifar totes les persones sensibles».
Des del 17 de setembre del 1903 fins al 23 de setembre del 1904 Xammar, avalat per Bartomeu Terrades, formarà part de la junta directiva del F.C. Barcelona. El desembre de 1907 va ser un dels fundador de l'Associació Nacionalista Catalana. L'agost de 1909 va aprofitar les 1.500 pessetes que sa tia li havia donat per a pagar el servei militar per a emprendre un viatge a París on millorar el seu francès, mentre feia feines inversemblants per a sobreviure. No queda clar si va anar-hi per a trencar amb l'ambient de la Barcelona de la Setmana Tràgica, que ell ja reflectia a les seves columnes d'El Poble Català, o per a evitar d'anar al servei militar.
Va tornar de París passant fugaçment per Catalunya abans d'anar-se'n a l'Argentina, un país que trobà angoixant i que deixà tres mesos després per a tornar altre cop a París, on va residir dos anys, entre 1910 i 1912, fent vida bohèmia.
Posteriorment, va començar a fer de corresponsal, i va fer estada en diversos països, sense tornar a Barcelona fins al 1917 a causa de la greu malaltia de sa mare, una estada que va durar fins a l'agost de 1918.
Entre 1918 i 1936 va viure a París, Madrid, Ginebra i Berlín.

### Matrimonis
Es va casar a finals de l'any 1922 a Berlín amb l'alemanya Amanda Fürstenwerth Goetsche, una dona culta amb qui va estar fins a la mort d'aquesta l'any 1969, després d'una operació de fèmur.
Els darrers anys de matrimoni, Xammar va tenir una amant francesa quaranta anys més jove, Francine Mesne, funcionària de la UNESCO a París, qui es convertiria en la seva segona esposa el 2 de maig de 1970 a Santa Maria de Llerona (Vallès Oriental). Al seu casament van assistir els pocs amics que tenia, entre els quals Josep Badia i el músic Josep Maria Ruera i Pinart, el qual va interpretar Els Segadors a l'entrada a l'església.
La parella es va instal·lar a París, però al cap de pocs mesos la salut d'Eugeni Xammar va minvar per un atac violent d'herpes zòster que derivaria en unes neuràlgies intercostals dures i llargues. Al cap de pocs mesos, el 22 de febrer de 1971, va ensopegar i es va trencar el coll del fèmur. El van operar a París quan ja tenia 83 anys i la seva esposa Francine, poc disposada a tenir cura d'un vell, el va enviar cap a casa seva a l'Ametlla. Ella va restar a París i només el va visitar alguna vegada abans que morís.

### Darrers anys a l'Ametlla

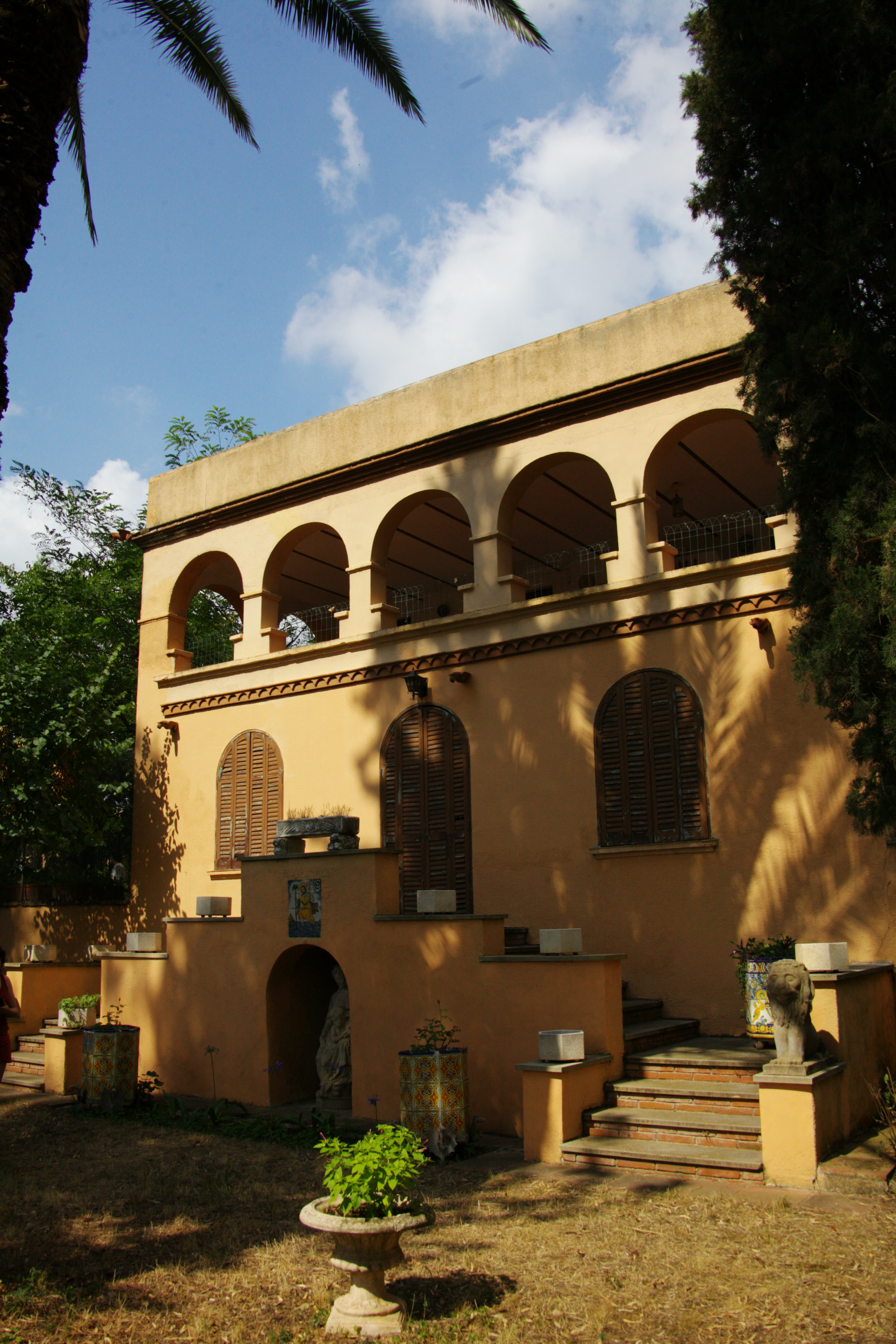
Can Feliu (l'Ametlla del Vallès), on va passar els seus darrers anys.

A part de la curta estada jovenívola a l'Ametlla del Vallès, va mantenir sempre el contacte amb aquesta població quan, enmig dels seus viatges, parava a Catalunya. Sempre va tenir clar que volia acabar en aquest municipi, on va renunciar a tenir una vida de pagès que li hauria limitat la llibertat de moviments. Pensava, però, que aconseguiria aquest objectiu al cap de pocs anys de voltar pel món, tal com explicava al seu amic Josep Pla en una carta de finals dels anys 1920: «Per tancats que semblin els camins, jo tinc la impressió que d'aquí a tres anys a tot estirar les coses hauran canviat i ens podrem tornar a trobar a Catalunya. Jo aquest any penso estalviar 12.000 marcs per dedicar-los a comprar terres a l'Ametlla ... I us vull fer la confidència del fet que començo a enyorar-me. L'any que ve vull tornar a Catalunya sigui com sigui pagant la quinta prèviament, és clar i, si pogués quedar-m'hi, m'hi quedaria». Tot i no comptar amb casa pròpia, aprofitava qualsevol oportunitat per a fer conèixer la vila, com l'any 1931, quan va portar al governador civil del nou govern republicà Carlos Esplá acompanyat del també periodista Francisco Madrid a fer una excursió a l'Ametlla.
El seu somni no va esdevenir fins al 1932, any en què va comprar la finca de Can Feliu, amb un petit mas i quatre quarteres de terra, a la rodalia del nucli urbà. La compra coincidí amb el començament de la república, un fet que Xammar destaca quan descriu la casa a les seves memòries. La descripció presenta una tros de terra petit, una casa menuda i gairebé enderrocada, i acaba manifestant les ganes que, malgrat tot això, havia de tornar: «Però tot això era poca cosa al costat de tornar a ésser propietari a l'Ametlla del Vallès i veí del poble amb dret a pagar contribució (poca) i amb dret de vot quan venien les eleccions». A partir d'aquest moment, va començar un període amb visites més freqüents a Catalunya i de recuperació dels seus companys i amics de joventut.
A l'inici de la guerra civil es trobava a Berlín i l'octubre de 1940, un jutge de Barcelona va ordenar la confiscación de todos los bienes y el extrañamiento perpetuo del territorio nacional del señor Eugenio Xamnar por rojo y catalanista. Aquest fet el condemnà a un llarg exili fins a 1950 i a la pèrdua de la seva desitjada finca a Catalunya. Anys més tard, Fèlix Millet i Maristany, nou propietari de Can Xammar de Dalt, el va ajudar a recuperar-la.
A partir de 1960 la vida de Xammar va transcórrer bàsicament a l'Ametlla en una mena d'exili interior, renunciant a escriure com a mostra de fidelitat a una Catalunya sense llibertat. És un període que alterna amb algunes estades a dispesa a la Fonda Europa de Granollers, de la família Parellada, amb la qual mantenia una gran amistat. Per casa seva van passar alguns dels seus companys de generació com Jaume Miravitlles o Avel·lí Artís-Gener, que el visitaven per a reconèixer el seu mestratge professional i l'exemple de la seva independència ideològica. Explica Ramon Parellada, actual propietari de l'Europa, que era un nen quan el va conèixer, l'alt nivell intel·lectual dels dinars de Nadal quan s'ajuntaven Xammar i la seva primera esposa Amanda, Pla, Fernando Cottet i la seva família i els Vinyamata, comtes d'Alba de Liste. Pla i Xammar s'instal·laven a mitjan desembre fins ben passat Reis i els temes de conversa anaven de la història a l'economia mundial. L'estreta relació que va mantenir amb la família Parellada la va reconèixer nomenant-los marmessors seus al testament.
Els seus darrers anys es caracteritzen per la lluita contra el dolor que li produïa l'herpes i les seves limitacions de mobilitat. Tal com ho descriu a les seves memòries: «Jo cada dia amb menys ganes de moure'm, sobretot a l'hivern, vaig i vinc d'un llit molt còmode a un seient que també ho és força i d'una cambra de dormir espaiosa a una cambra de bany suficient». Econòmicament sempre havia patit escassetat, però els seus darrers anys va tenir seriosos problemes econòmics. Un cop més va ser Josep Badia qui el va ajudar aconseguint que un prohom local, en Maties Barres, li fes una pensió vitalícia per la seva casa de Can Feliu i, amb això, va poder viure els últims temps.
Va morir a l'Ametlla del Vallès, on és enterrat, el 5 de desembre de 1973.

## Activitat professional

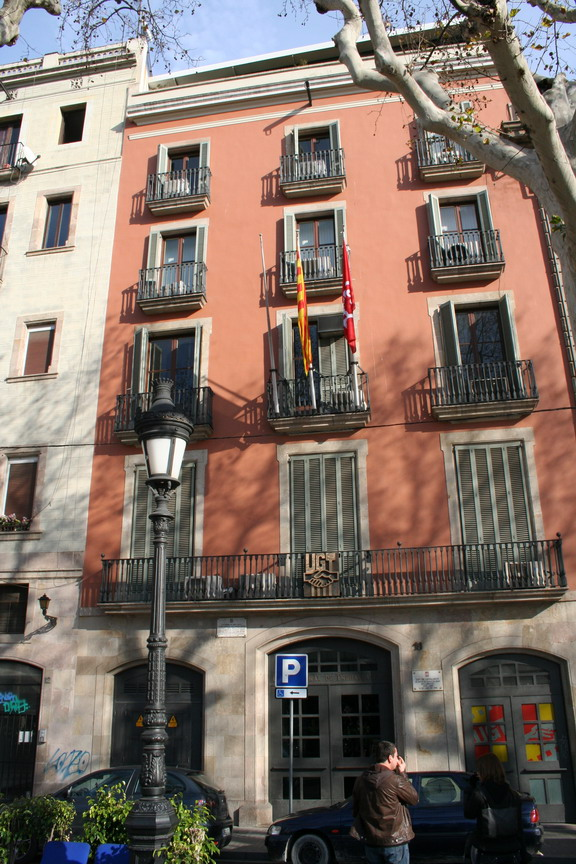
Seu del CADCI a la Rambla de Santa Mònica de Barcelona.

La seva inquietud per ampliar els coneixements dels seus estudis bàsics el va transformar en un autodidacte. Quan va tornar a Barcelona per a treballar al comerç tèxtil es va afiliar al CADCI. Mentre millorava la formació, llegia els clàssics, escrivia versos, practicava el futbol, el seu esport favorit, i va formar part de la junta del FC Barcelona durant el mandat d'Arthur Witty Cotton el 1904, dominava el billard i jugava a pilota basca. Va combinar l'assistència a concerts al Liceu amb la seva participació com a membre del jurat dels Jocs Florals de Rubí, o amb la composició d'un poema que esdevindria la lletra d'un Nocturn musicat per Joan Balcells, fundador de l'Orfeó Gracienc. La peça fou estrenada pel mateix Balcells al Palau de la Música el 1949.
Al CADCI és on es va formar com a persona en un moment en què Catalunya lluitava per fer de l'ensenyament un pilar del país. Xammar entenia i vinculava el catalanisme amb l'ensenyament, i en un dels seus articles anomenat «Ensenyansa catalana» (La Tralla, 1 d'octubre de 1904), reclamava una instrucció nacionalista, criticava les universitats, «regides per catedràtics que el més savi no serveix per a tirar un carro» i exigia la creació d'escoles catalanes per tal «d'arraconar la carrinclona ensenyança primària espanyola que tinguérem».
Va passar de fer de saltataulells a periodista amb tan sols setze anys, debutant amb la seva poesia a la revista molinenca Enllà, i escrivint al setmanari catalanista La Tralla, on va escriure sobre Wagner, Beethoven i Grieg i va esmentar als seus escrits poetes i escriptors com Leopardi, Carducci, Carlyle, Ruskin, Ibsen o Hegel.
Va ser en aquesta publicació on començarà a definir el que esdevindria el seu mètode de treball: enviar els articles per correu. La seva temàtica principal se centra en articles d'índole catalanista, un tema nuclear a la Catalunya de principis de segle.
El 1907 va fer el gran salt a El Poble Català, el diari dels dissidents de la Lliga Regionalista. Allà Xammar va posar en pràctica un estil transparent i impetuós, mentre escrivia sobre Catalunya, la lluita obrera, les bombes i els atemptats, assumptes que el van convertir en un articulista de primera pàgina.
El 1909 va trencar amb l'ambient convuls de Barcelona i se'n va a Buenos Aires, on va fer alguns treballs als diaris La Argentina i El Diario. Aquesta estada només serà de tres mesos abans de partir cap a París el 1910.

### Corresponsal a Londres

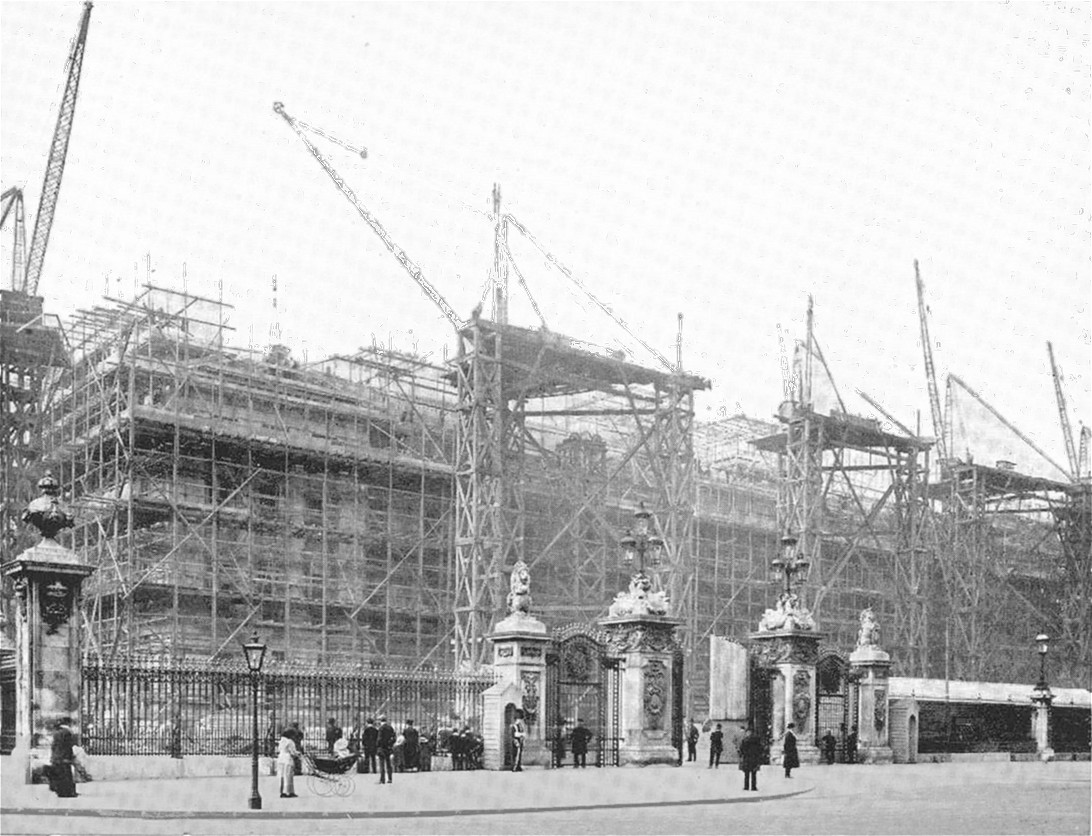
El Palau de Buckingham en plena remodelació l'any 1913 quan hi arribà Xammar

El 1913 va fer cap a Londres, una ciutat de la qual va quedar seduït. Allà va emprendre la carrera professional com a corresponsal, treballant per al diari barceloní El Día Gráfico, on signava com a «Harry Doggerel». Assistia als debats de la Cambra dels Comuns per escoltar grans polítics com David Lloyd George o Lord Kirchener.
A Irlanda del Nord es va entrevistar amb unionistes i catòlics, i va prendre contacte amb autors com G. K. Chesterton, Bernard Shaw o H.G. Wells. Fou al Regne Unit on va aprendre els mètodes d'una premsa lliure, molt diferents dels que es feien servir a Barcelona, una forma de treball en què els periodistes viatgen allà on es produeix la notícia, s'informen, veuen i escriuen.
En aquest període va mantenir contactes amb Julio Camba, Ramiro de Maeztu o Salvador de Madariaga, una relació que li facilitaria posteriorment treballar a Madrid. Va començar a fer traduccions i va entrar a la redacció de The Manchester Guardian.
A cavall entre Gran Bretanya i França, va viure de prop la Primera Guerra Mundial; fins i tot es va traslladar al front, va fer un vol en un biplà militar i va navegar en els vaixells anglesos per a captar l'ambient i la notícia directament dels seus actors.
Amb la Gran Guerra van créixer els negocis a Catalunya i van començar a interessar els temes d'Europa. A més de Xammar, les cròniques de corresponsals destinats al continent, com Agustí Calvet (Gaziel) i altres joves periodistes com Pla, vindran darrere. Tots van importar tècniques i mètodes d'un periodisme modern, professional, rigorós, de dades, matisos i de riques fonts d'informació, un model amb accent saxó, què Xammar ja practicava i que, de la mà d'Amadeu Hurtado, el farà desembarcar a la premsa catalana gràcies a les seves cròniques per al diari La Publicidad, on va començar a treballar el 19 de setembre de 1916.
El posicionament de Xammar en el conflicte era indiscutiblement aliadòfil, com va manifestar a «Contra la idea d'imperi», un assaig publicat el 1916.

### Treballs a Barcelona
Com a conseqüència del seu retorn a Barcelona per la malaltia de sa mare, entre juny de 1917 i l'agost de 1918 realitzarà les seves cròniques a La Publicidad des de la capital catalana. Va complementar el seguiment bèl·lic amb divertides cròniques socials i entrevistes a la burgesia que assistia a l'hipòdrom de Barcelona, i que han estat considerades les pàgines més humorístiques de les que va publicar.
Les seves cites no tan sols eren iròniques, sinó una mordaç crítica social al més pur estil Xammar: 
| « | La despreocupació amb què el públic de les tribunes va suportar la companyia d'un Ministre va ser, probablement, la nota de millor to de la reunió. | » |

| « | Vam procurar recollir apunts de conversa mundana. La nostra collita va ser pobra. Un cop més vam haver de rendir-nos a l'evidència: no n'hi ha prou de parlar castellà amb accent dubtós per a ser home -o dona- de món. | » |

En paral·lel va fer de corresponsal d'un desconegut diari nord-americà anomenat The World i, des del 28 de juliol de 1917 va ser el redactor en cap de la revista aliadòfila Iberia. Aquesta activitat li va suposar un salt en la carrera en esdevenir el responsable de la línia editorial d'una publicació, en la qual la seva col·laboració es concretava en comentaris curts setmanals, anomenats La semana, en què resumia els principals esdeveniments internacionals. Va ser una època intensa durant la qual Xammar va escriure sobre tots els temes polítics del moment, o sobre la burgesia o comentant l'opinió dels bisbes. Aquesta etapa es va acabar sobtadament l'agost de 1918 a causa de l'oferta que va rebre -econòmicament irresistible- de tornar a París en representació del Ministeri d'Informació espanyol dins la «zona neutral» que l'exèrcit britànic havia establert a París.

### Entre guerres
L'agost de 1918 es va instal·lar a París per fer el seguiment d'una guerra que va acabar el mes de novembre. Es veu obligat a tornar a cercar ocupació. Va recuperar els contactes amb els seus amics Camba, Madariaga o Maeztu, i va optar per anar a Madrid amb una predisposició professional temporal que el seu amic Domènec de Bellmunt descrivia el 1933: «Xammar era a Madrid d'una manera exclusivament física i material. Tenia el cap a Europa».
Les seves col·laboracions van ser efímeres, en algun cas, condicionades per l'estabilitat econòmica dels mitjans. Va ser a la redacció de El Sol que dirigia Manuel Aznar, l'any 1919. Va passar a fer de redactor en cap a El Fígaro per millorar el seu salari, però el dèficit del diari va provocar el seu tancament. Es va incorporar llavors com a redactor de política exterior de La Correspondencia de España que dirigia Leopoldo Romeo.
En total la seva estada a Madrid va durar dos anys, ja que el setembre de 1920 es va traslladar a Ginebra amb un flamant contracte a la Societat de Nacions que li prometia estabilitat econòmica i la bona vida d'un país centreeuropeu refinat i culte. Des d'allà va ser l'organitzador de la «Conferència Internacional del Trànsit» de Barcelona, l'any 1921. Però aquesta feina fou un miratge per ell, perquè la burocràcia i ineficiència de la institució el desesperaven, i només hi va ser quatre mesos, després dels quals va optar per tornar a l'activitat periodística fixant-se Alemanya com a destí.

### Corresponsal a Berlín

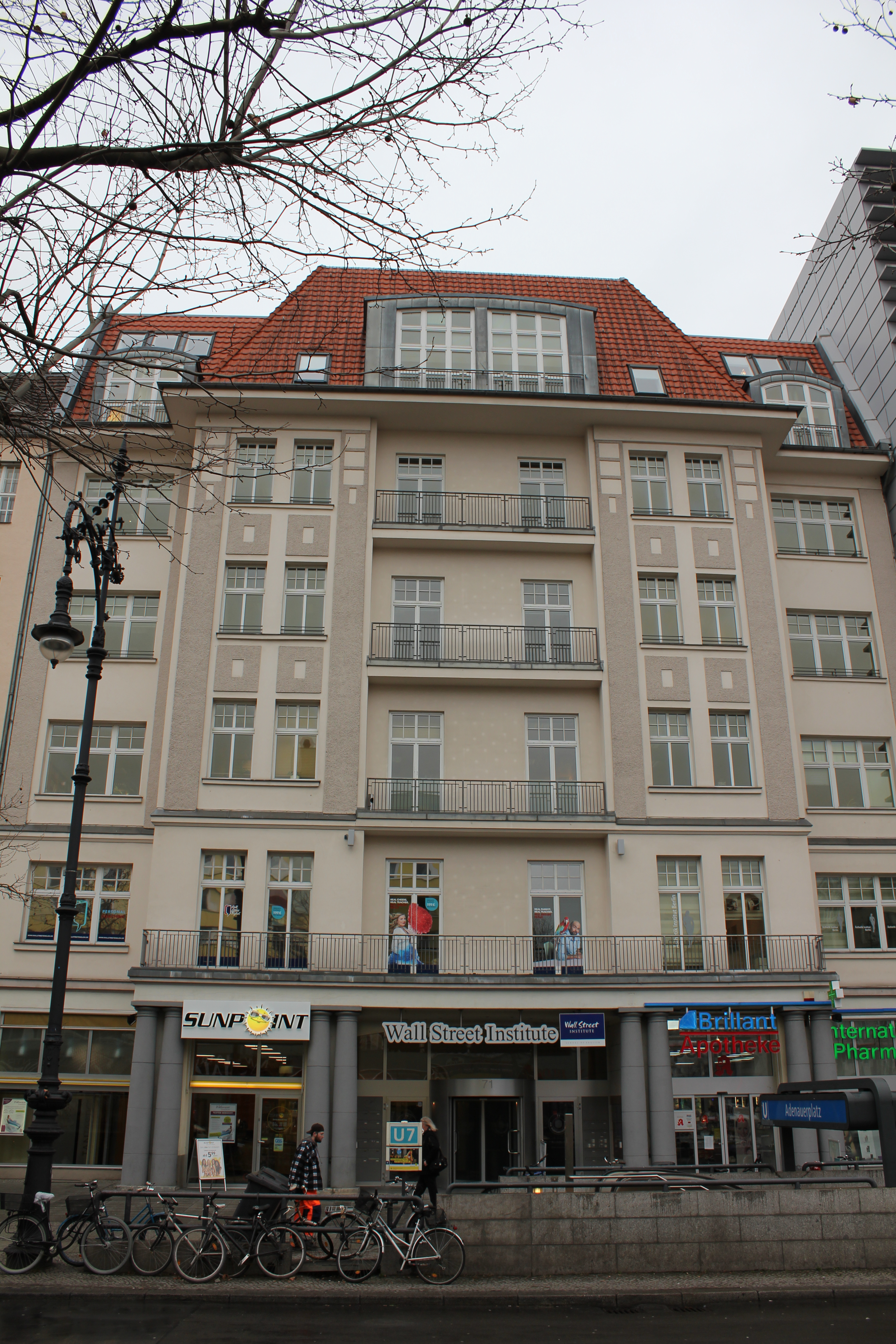
Residència d'Eugeni Xammar a Berlín

Es va traslladar a Berlín des d'on va escriure unes cròniques considerades internacionalment uns dels reportatges més interessants i valuosos per a entendre l'evolució de la República de Weimar. Va ser el període més madur i més brillant del periodista, i alhora el més trist com a persona, ja que Xammar observava un món en descomposició, tant a Europa com a Catalunya, i on es percebia el retorn d'una confrontació bèl·lica.
Poc temps després d'arribar es va casar amb l'alemanya Amanda Fürstenwerth i va conèixer a Josep Pla, qui havia arribat a Berlín com a corresponsal de la Publicitat l'agost de 1923. Amb Pla va compartir feina i amistat, primerament des de mitjans diferents i des de 1924 compartint feina a la Publicitat, ja en la versió catalana. Abans, però, havia començat publicant a La Veu de Catalunya, el 1922.

#### Entrevista amb Hitler

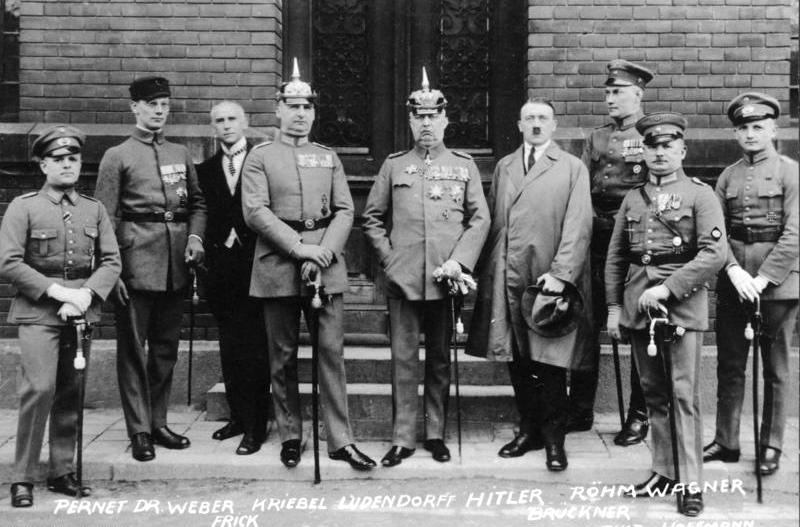
Adolf Hitler amb altres acusats durant el seu judici pel Putsch de Múnic

El 24 de novembre de 1923 va publicar a La Veu de Catalunya una columna titulada «Adolf Hitler o la ximpleria desencadenada». L'entrevista fou a les oficines del diari que era l'òrgan del Partit Nacional Socialista uns dies abans del Putsch de Múnic, i en les pròpies paraules de Xammar: "Hitler ens rep al seu despatx del Völkische Beobachter. Porta posat un impermeable amb la creu germànica brodada a la bocamànega. No es treu la gorra. Saluda militarment fent topar l'un contra l'altre els tacons de les sabates". L'entrevista és d'una importància cabdal perquè recull els plans de Hitler respecte als jueus, als quals considerava un «càncer per a Alemanya», justificant així la seva solució: «Si volem que Alemanya visqui hem d'eliminar els jueus», afirmà el futur Führer. Fent referència a l'origen dels periodistes, Hitler parlava de l'error comès pels Reis Catòlics a Espanya en permetre la conversió dels jueus al catolicisme, en comptes d'acabar amb ells. Algunes parts estan censurades per la dictadura de Primo de Rivera que estava al poder des del 15 de setembre. A la crònica Xammar considera Hitler un ninot histriònic, vulgar, cridaner i «un ximple sense mesura ni aturador»; amb to irònic, el descriu com «un d'aquests homes vinguts al món expressament per a ser retratats».
Josep Pla, que l'acompanyava i a qui Xammar feia de traductor, va publicar una notícia similar a La Publicitat quatre dies més tard. No sembla que tingués gaire transcendència ni que aixequés cap alarma a l'època.
Ni Pla ni Xammar van recollir aquesta entrevista a les seves memòries, un fet que va fer especular que es tractava d'una entrevista inventada. Lluís Permanyer analitzava aquest fet a La Vanguardia el 25 d'agost de 2000, i l'Albert Sánchez Piñol ho va tornar a tractar a l'Avui el 21 de març de 2009. Tots dos autors presenten l'ombra del dubte i deixen al lector la decisió. Ara bé, en cas que l'entrevista no hagués existit mai, elevaria Xammar i Pla a la categoria de visionari en descriure el que deu anys més tard esdevindria el full de ruta de l'extermini jueu del règim nazi.

#### Viatge a Rússia
Acompanyat per la seva dona i amb Josep Pla fa un viatge a Rússia el 1925, on van ser acollits per un amic comú, Andreu Nin, secretari general adjunt de la Internacional Sindical Roja. L'estada va ser curta per als Xammar, ja que Amanda es va decebre per les condicions socials de Moscou: «no hi havia comerç, ni botigues, ni menjar, ni beure». Van tornar aviat a Berlín, mentre Pla restava amb la família de Nin. Xammar, més proper al perfil d'un liberal anglès, estava absolutament convençut que aquella utopia humana imperant a Rússia era "una bestiesa de dimensions inenarrables, contrària a la llibertat humana i totalment adversa al poble rus".
A finals de 1925, ell i Pla van participar com a representants de les associacions constituïdes a Catalunya pro Societat de les Nacions, a l'Assemblea Internacional d'aquestes Associacions que es van reunir a Varsòvia, on es va debatre el problema dels pobles minoritaris d'Europa que representaven a quaranta milions de ciutadans.

#### Període final a Berlín
A partir de 1927 començà a treballar per al Heraldo de Madrid on Chaves Nogales feia de redactor en cap. Al cap de pocs mesos, Chaves Nogales creà el diari Ahora i s'hi emportà Xammar perquè col·laborés des del primer exemplar, aparegut el 16 de desembre de 1930. Comparteix redacció amb Unamuno i Baroja i forja una amistat amb Chaves Nogales, qui li passava informació dels moviments convulsos dels inicis de la república a Madrid. Van viatjar junts a Itàlia i, posteriorment, en Xammar li va fer de guia a Alemanya quan Chaves hi va viatjar el 1933 per a escriure un reportatge anomenat Cómo se vive en los paises de régimen fascista.
Xammar començà a escriure per corresponsalies sud-americanes, com El Diario de Marina de l'Havana, El Comercio de Lima, El Tiempo de Bogotà, El Universal de Caracas, La Democracia de Puerto Rico, El Dia de Montevideo, La Capital de Rosario (Argentina) i La Prensa de Buenos Aires. Per primer cop, començà a tenir una situació econòmica confortable. Pot viatjar per Alemanya amb la seva dona i, a més, és capaç d'estalviar per aconseguir el seu somni de tornar a ser propietari a l'Ametlla del Vallès.
És el seu gran moment com a periodista i les seves cròniques són cabdals per entendre l'ascensió i el triomf del nazisme, tot i la pèrdua de les eleccions de 1932 què van fer que Xammar fes una crònica sota el títol de «El fin de Hitler»; mala estimació, ja que sis setmanes després Hitler es convertia en canceller.
L'ambient a Berlín començà a ser insuportable per als corresponsals estrangers i el govern republicà espanyol, en tant que contrari al règim de Hitler, no tindrà prou força per donar cobertura al periodista. Xammar afinava molt en els seus articles i només es basava en dades objectives, mai en rumors, informacions no demostrables ni opinions. Una mesura de prudència indispensable en un entorn prebèl·lic on els corresponsals estaven permanentment vigilats pel ministeri de la Propaganda i per la policia.

#### Col·laboracions durant la República

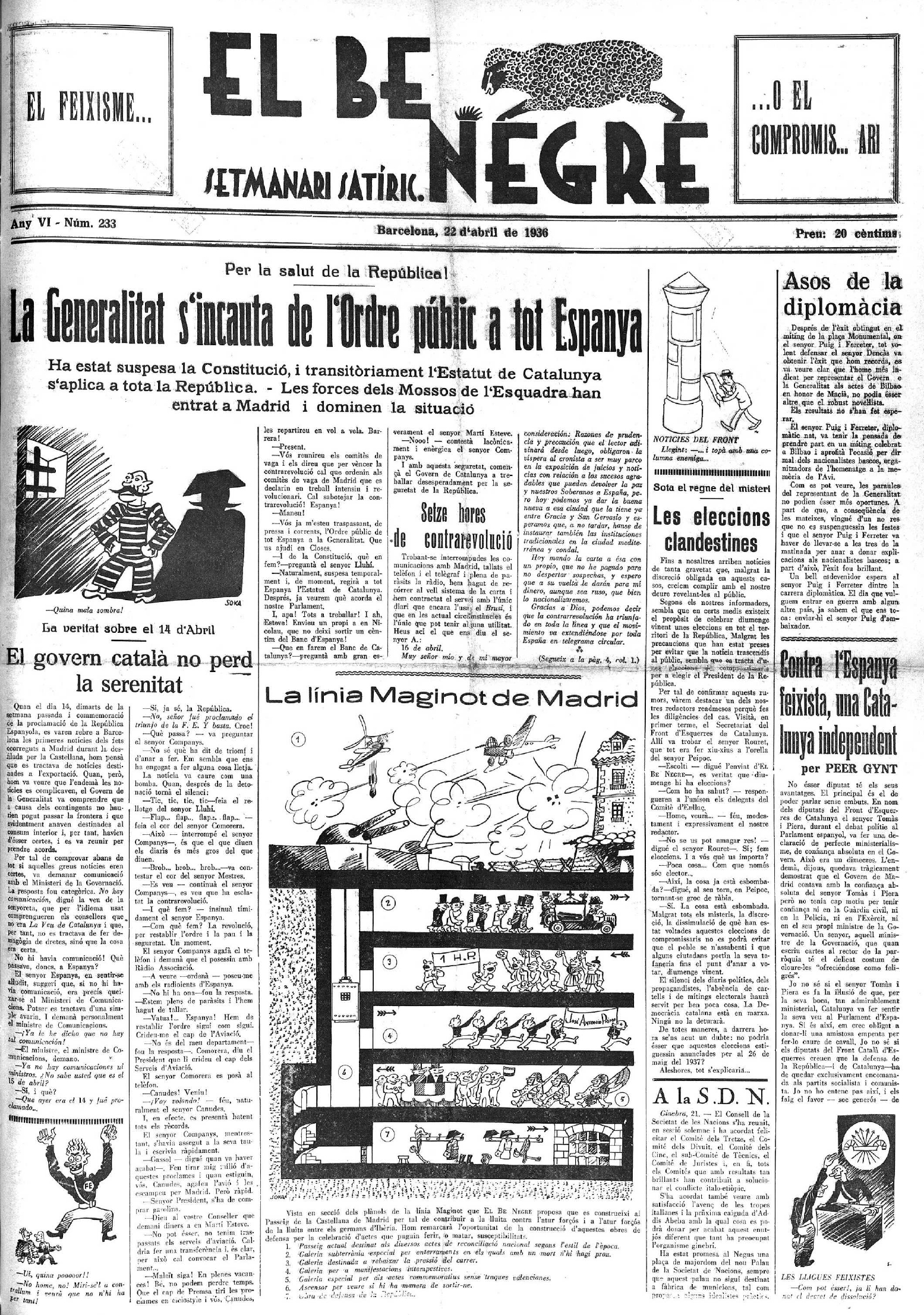
Portada dEl Be Negre amb la columna «Contra l'Espanya feixista, una Catalunya independent» (22 d'abril de 1936)

Amb l'entrada de la república Xammar recupera les expectatives sobre Catalunya que havia perdut amb la dictadura anterior. El mateix 14 d'abril de 1931 envià un telegrama al president Macià per posar-se al seu servei, un gest de suport a la figura presidencial, a la institució, al màxim representant de Catalunya, que no li impedeix però, amb la seva característica independència de criteri, llençar crítiques a la persona des de les pàgines d'El Be Negre a cada renúncia de catalanitat.
Posteriorment començà a col·laborar com a agregat de premsa a l'ambaixada espanyola a París, una activitat que conservarà fins al final de la guerra civil. Aquesta activitat l'obligava a viatjar contínuament, ja que continuava a Berlín.
A Catalunya apareixen publicacions liderades per amics seus que el volen com a col·laborador i, ni que sigui simbòlicament, ell s'hi afegirà al projecte. És el cas de la seva primera i única col·laboració a Mirador on, tot i escriure-hi només un article, «França i Alemanya, la cruïlla de camins», el 23 juliol del 1931, va ser considerat per Huertas Claveria com «Un dels homes de Mirador».
Més destacada és la seva participació en el setmanari polític El Be Negre, on escriu tretze articles entre gener i maig de 1936. Sota el pseudònim de Peer Gynt, apareix el Xammar més sarcàstic, el polemista ferotge i sarcàstic que atacava els polítics de dretes, La Vanguardia i Gaziel per la seva "pretesa neutralitat", la monarquia, la feblesa del president Companys, la posició de la Lliga, l'amenaça feixista («Contra l'Espanya feixista, una Catalunya independent») o l'escàs contingut de l'Estatut d'Autonomia de Catalunya. Als darrers articles s'inicia un enfrontament duríssim amb els anarquistes. El seu íntim amic i director de la publicació, Josep Maria Planes, va ser assassinat el 24 d'agost de 1936 per un escamot de les FAI. També la FAI va passar per la casa de Xammar a l'Ametlla, però ell estava a Berlín.

### Guerra civil
Els mesos anteriors a la guerra civil detectà moviments i visites de Sanjurjo i José Antonio Primo de Rivera per la capital alemanya. Comença a preocupar-se perquè sap que s'està covant un cop d'estat a Espanya i mira de denunciar-lo a les pàgines d'El Be Negre.
El 18 de juliol estava a Berlín per donar cobertura als Jocs Olímpics d'Estiu de 1936, per encàrrec d'Ahora. Mentre la FAI el cercava a Can Feliu, la Gestapo el seguia a Berlín amb la clara intenció detenir-lo i lliurar-lo a la policia franquista. La immunitat diplomàtica li dona un marge que aprofità per sortir d'Alemanya i instal·lar-se a París com a delegat de premsa de l'ambaixada republicana. Posteriorment fou traslladat a les ambaixades de La Haia, sota la direcció de José María Semprún, i a la d'Estocolm. És el moment àlgid de la seva activitat diplomàtica.
Tot i la seva ferma lleialtat a la república, estava segur que aquesta «acabaria perdent la guerra i totalment aixafada». Quan a París li arribà la notícia de la caiguda de Catalunya, el febrer de 1939, presentà la seva dimissió irrevocable.
S'instal·la a París, però amb l'entrada dels alemanys, marxa a Perpinyà, on es retroba amb antics amics com Amadeu Hurtado o Claudi Ametlla.

### Postguerra

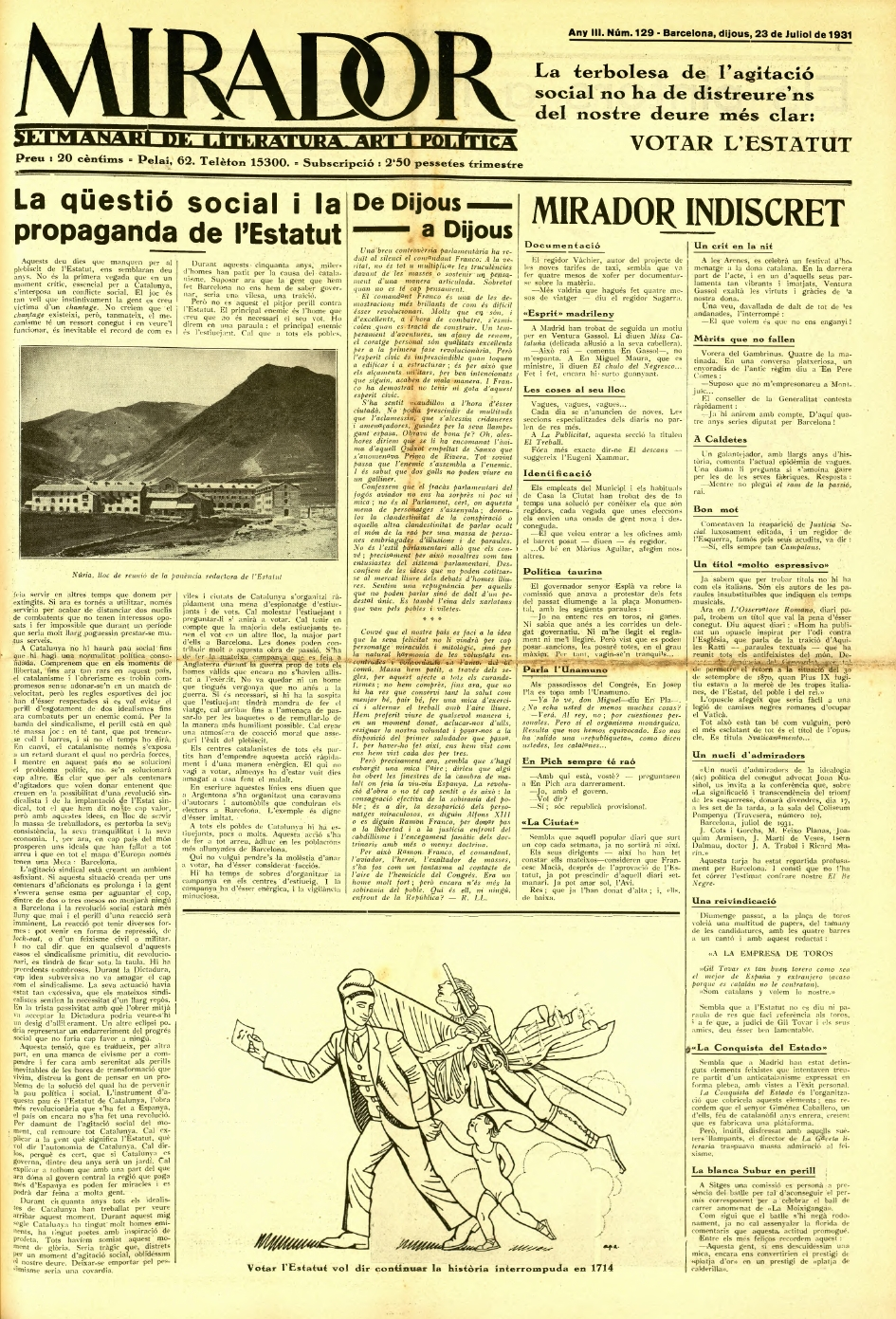
Portada de Mirador del 23 d'abril de 1931, on aparegué un article d'en Xammar

El 1944, cap al final de la Segona Guerra Mundial, va entrar a treballar a la delegació de París de l'agència nord-americana Associated Press, on acabà essent adjunt al redactor en cap.
Mentrestant, no va desatendre gens el seu compromís amb Catalunya: per exemple, fou cap de gabinet i representant a París del president de la Generalitat a l'exili Josep Irla i també secretari del Comitè de Cultura Catalana.
Fins al 1945, la colònia d'exiliats de la guerra civil mantenia l'esperança que el franquisme seria expulsat dins les operacions de la Segona Guerra Mundial. Quan aquesta va acabar tots van entendre que l'exili seria llarg. Si Pau Casals va decidir autoimposar-se un silenci i no tornar a interpretar música, Xammar decidí no escriure en català a cap publicació del territori espanyol mentre escriure en català «sigui el resultat d'una tolerància i no l'exercici d'un dret». Quan Amadeu Cuito, net d'Amadeu Hurtado, li va demanar tornar a col·laborar si reeditava la revista Mirador, creada pel seu avi a l'exili a Perpinyà, Xammar li va dir: «Si s'edita a París, ho faré».
Un cop va renunciar a escriure, centra la seva activitat professional en les seves habilitats diplomàtiques i en el seu domini dels idiomes. Així, el 1950 va marxar a Nova York amb un contracte de tres mesos en els serveis lingüístics de les Nacions Unides. El contracte es va anar prorrogant i li van arribar ofertes noves, de manera que acabaria vivint fins al 1953 als EUA. La feina més important i interessant que hi va tenir fou a Washington DC, com a director d'una extensa traducció del Banc Internacional per a la Reconstrucció i el Desenvolupament, una institució vinculada al Banc Mundial.
Un cop retornat a Europa, es va retrobar amb la seva esposa Amanda que havia restat a Perpinyà, i es va traslladar a Ginebra, ciutat on prestarà serveis a diferents organitzacions internacionals, en tasques lingüístiques i d'organització. En aquest període va passar per l'ONU, l'OMS, la FAO, el GATT i la UNESCO. Aquestes feines a Ginebra les va anar combinant amb temporades cada cop més llargues, només mig retirat, a la seva casa de l'Ametlla del Vallès, on viatjava per carretera conduint el seu Ford fins que va fer 82 anys.

## Relació amb Josep Pla

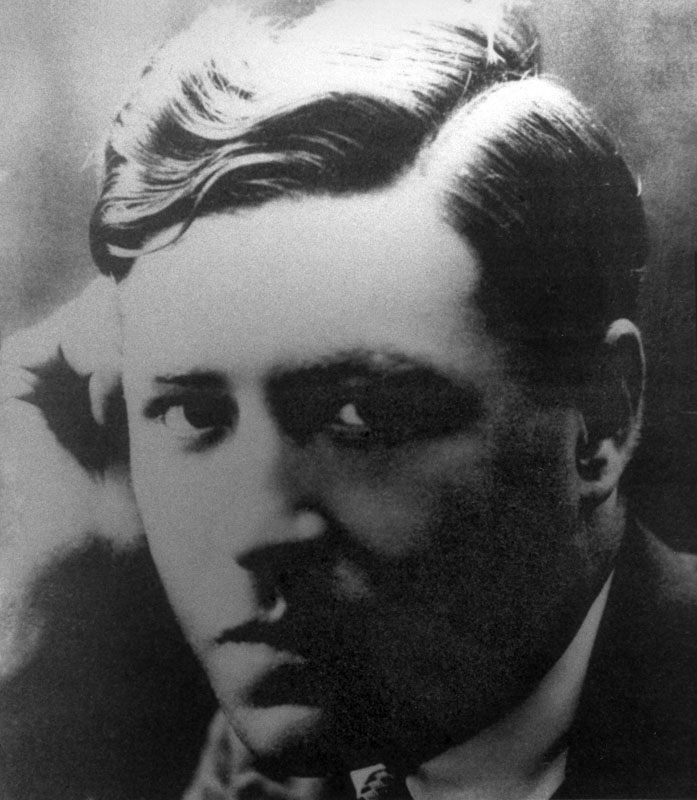
Josep Pla el 1917

El primer contacte entre els dos escriptors cal situar-lo durant la curta estada de Xammar a Le Figaro, on va crear una secció dedicada a Catalunya i on Josep Pla va publicar els seus primers articles. Però el contacte més directe es va produir a Berlín quan va arribar Pla, qui no parlava alemany, i va ser guiat per un expert Xammar que li feu de mentor en una forma de fer periodisme diferent, en un país diferent que estava passant per uns moments molt difícils a causa de les a les penúries econòmiques provocades per la derrota de la Primera Guerra Mundial.
Van treballar junts entre l'agost de 1923 i el març de 1924, quan Pla marxà com a corresponsal a París. Començà llavors una relació epistolar recollida en el llibre «Cartes a Josep Pla i altres cartes i documents», on es mostra la seva vàlua com a escriptors i el gran respecte que, personalment i professionalment, es professaven mútuament.
La seva sintonia és total i el seu republicanisme, també, fins al punt de tramar un possible atemptat contra Alfons XIII el 1924 durant la dictadura de Primo de Rivera.
Les relacions es van refredar a conseqüència de l'acostament de Pla al cambonisme a partir de 1928, quan aquest començà a escriure a La Veu de Catalunya. El seu distanciament es va incrementar quan, després de la guerra civil, Pla va fer seguidisme de la política franquista oficial. Xammar, que «no havia canviat ni poc ni molt del seu catalanisme», considerava una traïció a la seva pàtria el fet d'acceptar la repressió del català i criticava ferotgement a aquells que acceptaven escriure en castellà per tal de no ser perseguits i poder viure a Catalunya. Xammar deia que «hi ha coses que no me les empasso quan es tracta del meu país», i per aquest motiu atacava els col·laboradors de la revista Destino, Josep Pla, Ignasi Agustí, Joan Estelrich, Manuel Brunet, Joan Teixidor i especialment a Carles Sentís, a qui considera una "rata de claveguera dedicada a les feines més vils de l'espionatge per compte de l'enemic", amb relació a la seva actuació com espia per al govern de Franco a París.
A partir dels anys 1960, Xammar i Pla van reprendre el contacte i refan la seva amistat. L'obra feta per Pla en tots aquests anys era molt positiva per la defensa de la llengua i la cultura catalana i Xammar ho va reconèixer. Van sovintejar les visites a Llofriu i a Granollers, fent parada a l'Hostal de la Gavina i la Fonda Europa, respectivament.
Les darreres cartes de Xammar a Pla són de 1972 i mostren una amistat, admiració i respecte tan forts com els que es tenien al començament de la seva relació, a Berlín. També a l'entrevista que Montserrat Roig li va fer el 1972, Xammar qualificava Pla de ser «l'únic gran escriptor en prosa que ha tingut la Renaixença catalana».
Després de la mort d'en Xammar, Pla resumia el seu perfil polític: «Ha estat potser l'únic antifranquista autèntic que he conegut en aquest país. Potser n'hi havia d'altres, però tots col·laboraven.»

## Estil i influència

### Estil
No era tan sols un poliglot que parlava set idiomes i escrivia en cinc, sinó que comptava amb una facilitat sorprenent per a incorporar la llengua i entendre la cultura dels països on treballava. Aquesta facilitat li permeté ser un "esperit observador d'una agudesa extraordinària" en paraules de Domènec de Bellmunt, ràpid, ben informat, que sempre veia el que havia de passar.
Xammar és el prototipus de periodista modern, que segueix i millora les formes de procedir del periodisme lliure que havia après a Gran Bretanya.
Destaca per la seva anàlisi precisa, l'obtenció de dades allà on es produeix la notícia. Des de la seguretat dels fets i amb el seu olfacte, sovint resultava premonitori o visionari, s'atrevia a ser polemista i agitador, un articulista convuls, amb un llenguatge àcid i un nacionalisme radical que el va fer reconèixer al final de la seva vida: «Sóc d'una intransigència que tothom té dret a qualificar de salvatge».
En opinió del seu biògraf, Quim Torra, Eugeni Xammar «fou un periodista total: a la Primera Guerra Mundial o a l'Alemanya d'entreguerres, escrivint cròniques musicals o contra el provincianisme espanyol quan feia de cronista social de les carreres de l'hipòdrom i com a autor de Reflexions d'un catalanista a l'exili».
Quim Monzó elogià la seva fluida escriptura al Diari de Barcelona qualificant-la de «Manual per aprendre a escriure: Tothom escriu com pot, i ell com volia...», tot i que Xammar declarava: «escriure em resulta extraordinàriament difícil». La seva qualitat el converteix en un dels pocs periodistes que resisteixen sense problemes qualsevol comparació amb els seus contemporanis europeus.

### Referent intel·lectual

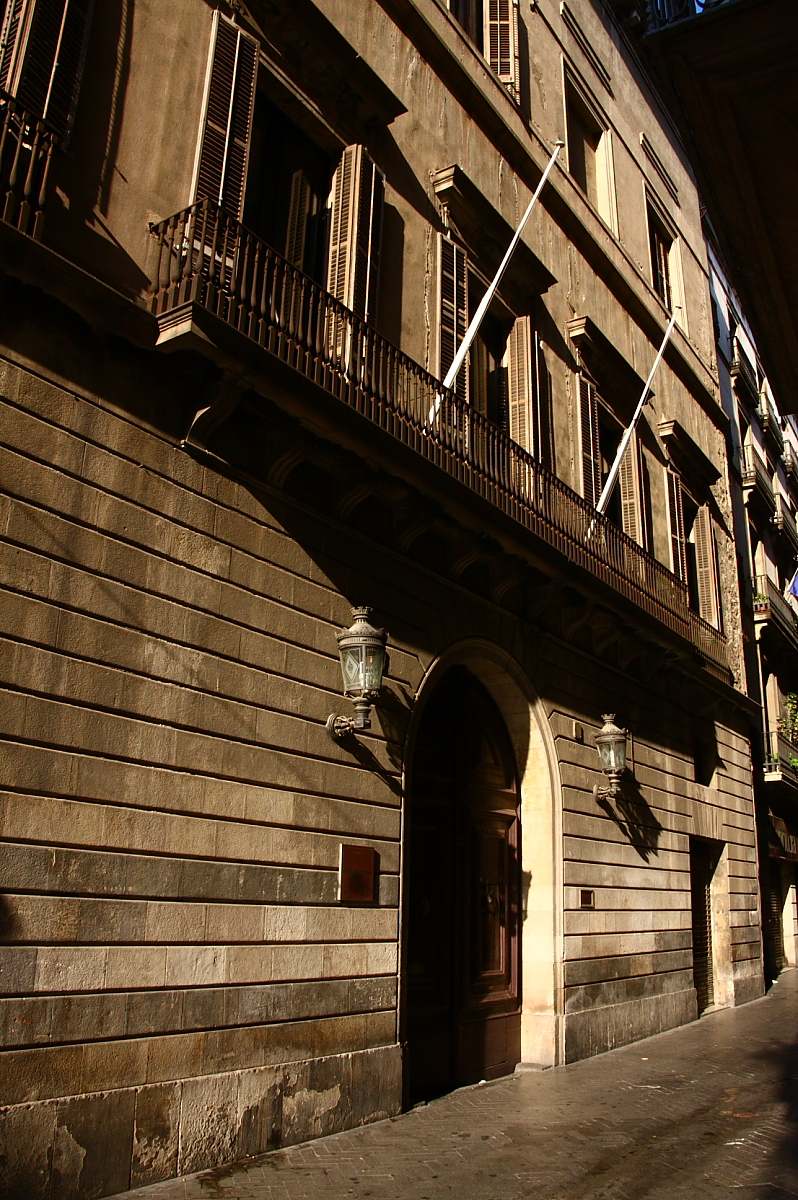
Entrada a l'Ateneu Barcelonès.

Les seves llargues estades fora de Catalunya el convertien en un personatge que mantenia la seva popularitat entre els intel·lectuals mitjançant les seves cròniques i escrits. Si arreu de les cancelleries europees el seu prestigi li obria portes, quan tornava a la seva terra en algun dels seus viatges llampec, aprofitava per passar per Barcelona, on després de córrer la veu de: «Ha arribat en Xammar!», era rebut a l'Ateneu Barcelonès pels amics habituals, Francesc Pujols, Josep Pla, Josep Maria de Sagarra desitjosos d'escoltar el punt de vista breu, clar, concís, directe, ràpid i agut del corresponsal i periodista coneixedor del món del segle xx, complex i fugisser.
Era considerat un conversador extraordinari, amè i divertit; un causeur segons Montserrat Roig, molt proper, amb ironia mordaç i humor britànic. Físicament era un home alt, amb el cabell blanc, un nas afilat. Sempre anava elegantment abillat amb vestit i corbatí, robes de colors ocres i xeviots, comprats al Regne Unit, que li aportaven un aire de gentleman.
Va tenir admiradors entre els professionals i intel·lectuals contemporanis, com Madariaga qui va dir d'ell que era «l'home més intel·ligent que va donar Espanya al segle xx». Claudi Ametlla afirmava que era «la personalitat més accentuadament informativa i per tant, la més pròpiament moderna del periodisme català», i Josep Maria Casasús el descrivia com «una mostra magnífica del periodisme més pur, a la manera anglosaxona; un periodisme de dades, de fets, d'esdeveniments, d'anàlisis i de notícies».
També entre la generació d'escriptors més joves destaca, el 1967 el crític Joan Triadú què escriu a la revista Mirador: «Eugeni Xammar, personatge totalment llegendari per als qui tenim menys de cinquanta anys, periodista famós i home a qui m'hauria agradat conèixer». Alguns joves periodistes durant la transició el descobreixen sense saber-ne res doncs estava desaparegut de la història oficial i el reviuen durant el franquisme. Són autors com Ramon Barnils, Quim Monzó o una jove Montserrat Roig que el va entrevistar per a la revista Serra d'Or tot just un any abans de morir, el 1972. La periodista va quedar impressionada per la seva personalitat del que anomenà «llop sentimental i escèptic».

Però la influència més gran, probablement, és la que va imprimir sobre el seu íntim amic Josep Pla, qui el va batejar com un "superperiodista", i que va estar molt contundent en la seva admiració:
| «                  | En Xammar m'ha ensenyat més que tots els llibres plegats. És l'home més intel·ligent que jo conec, el que té un cop d'ull més segur i un coneixement del món més vast. És, encara, la naturalesa d'home més humana que he tractat, la persona menys primària, el senyor que té la raó més desperta i l'enteniment més clar. No passa dia que no pensi en ell, en el que m'ha dit i, sobretot, en el que m'ha insinuat. | » |
| — Josep Pla, 1927. | |   |

## Posicionament polític
El posicionament polític de Xammar cal ubicar-lo en el catalanisme actiu, entès com a moviment regenerador, radical, unitari i ben lluny del regionalisme conservador, el qual sempre va combatre. Era republicà, modern i avançat i, tal com es descriu en un article aparegut a La Tralla sota el títol de «No som carlins», on Xammar es proclamava antilerrouxista, anticarlí, demòcrata i liberal. Era un demòcrata convençut i anteposava la independència de criteri a l'acompliment ferm d'una ideologia.
En una de les seves primeres cròniques al començament de la Primera Guerra Mundial va escriure:
«... els primers trets d'alemanys i belgues al voltant dels murs de Lieja, van ferir alguna cosa que els esperits ingenus gaudíem creient-la invulnerable: la independència de criteri».(Xammar a El Día Gráfico - novembre 1914)
No va amagar la seva vinculació juvenil a la Unió Catalanista, durant els anys de lluita política, al costat de la Solidaritat Catalana; on va fer amics com Reventós, Carner o Lluís Nicolau i d'Olwer. Després va haver de veure, però, el fracàs estrepitós de Solidaritat i la crema d'esglésies a Granollers.
En una de les seves darreres converses amb Josep Badia va fer tota una declaració de principis i de síntesi vital alhora:
| « | Des del meu primer article i fins a la meva mort, no vaig fer altra cosa que contribuir, fos amb una ploma o una màquina d'escriure, a la restauració del sentiment de dignitat nacional a Catalunya. Perquè sóc catalanista de tota la vida, i —de tota la vida— republicà. Primer catalanista i després, per catalanista, republicà. Ni regionalista, ni nacionalista, ni centrista, ni col·lectivista, ni socialista, ni radical, ni comunista, ni sometenista de barret fort, ni sindicalista, ni esquerrista, ni dretista, ni anarquista de Terrassa, ni —menys que res— monàrquic, això és: súbdit del rei d'Espanya. En tota la meva vida, tractant-se de Catalunya jo no he pres mai precaucions. A París, a Londres, a Berlín, quan es covava l'ou de la serp, o a Nova York. Quan vaig escriure aquells articles seriosos a El Be Negre que dirigia el meu amic de l'ànima Josep Maria Planes, recordo que vaig dir: Dretes? Esquerres? És catalanista el que posa, per damunt de tot, la llibertat de Catalunya. Per damunt de tot, de tot, de tot. Per damunt de la vanitat i de l'interès. Per damunt de les malvestats dels temps. Per damunt dels disbarats i de les febleses dels homes. Qui no vol la llibertat de Catalunya per damunt de tot, no és catalanista. Si diu que ho és, comet un delicte d'usurpació. | » |

## Llegat

### Memòries

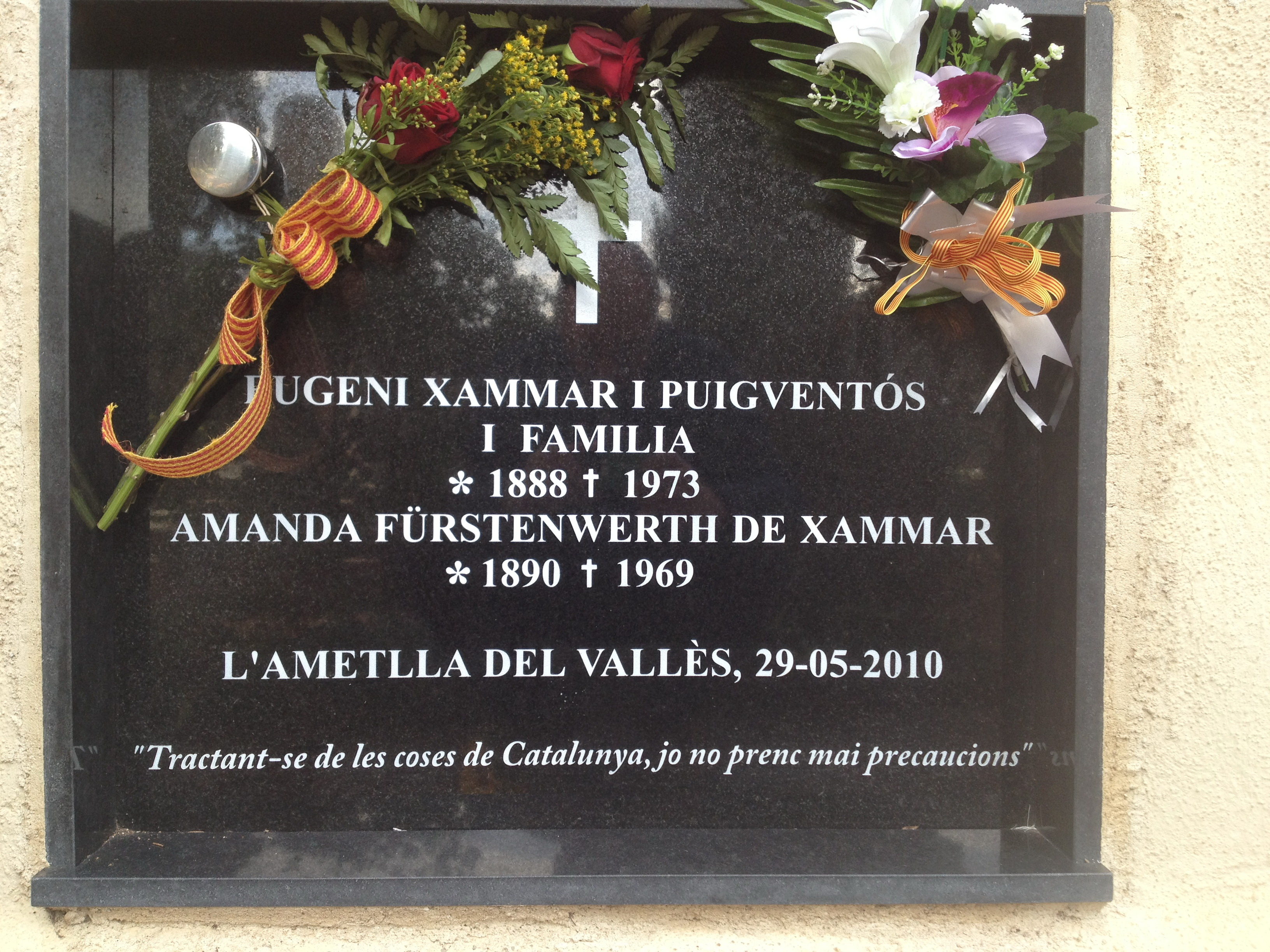
Tomba de Xammar i la seva primera dona Amanda al cementiri de l'Ametlla del Vallès. La làpida, que recull una de les seves cites més conegudes, va ser renovada en un acte de reconeixement l'any 2010.

Quan es va instal·lar al seu retir de Can Feliu a l'Ametlla del Vallès, Xammar vivia el present sense que el preocupés la posteritat, sense tenir interès a perpetuar els seus coneixements en forma de llegat. No guardava res del seu passat, ni documents ni manuscrits. Tot el que era i havia estat, ho tenia al seu cap. En paraules seves: «vaig prendre la decisió de retirar-me a l'Ametlla dedicat a l'autofàgia».
A la fi del 1971, el seu amic i cronista municipal, el mestre de l'Ametlla Josep Badia i Moret, el va convèncer per a recollir la seva vida en un llibre. Badia va contractar unes col·laboradores que mecanografiaven directament el que Xammar explicava. Aquest mètode va permetre recollir bona part de les seves memòries, però la dispersió i poca formalitat del personatge, va aconsellar Badia a enregistrar les seves converses en cinta magnetofònica a fi de capturar el màxim de coneixement d'en Xammar abans les forces no l'abandonessin definitivament.
L'Eugeni Xammar no va poder veure el resultat, ja que l'obra Seixanta anys d'anar pel món, on es recull tot aquest treball, es va publicar el 1974, poc després de la seva mort.

### Any Xammar

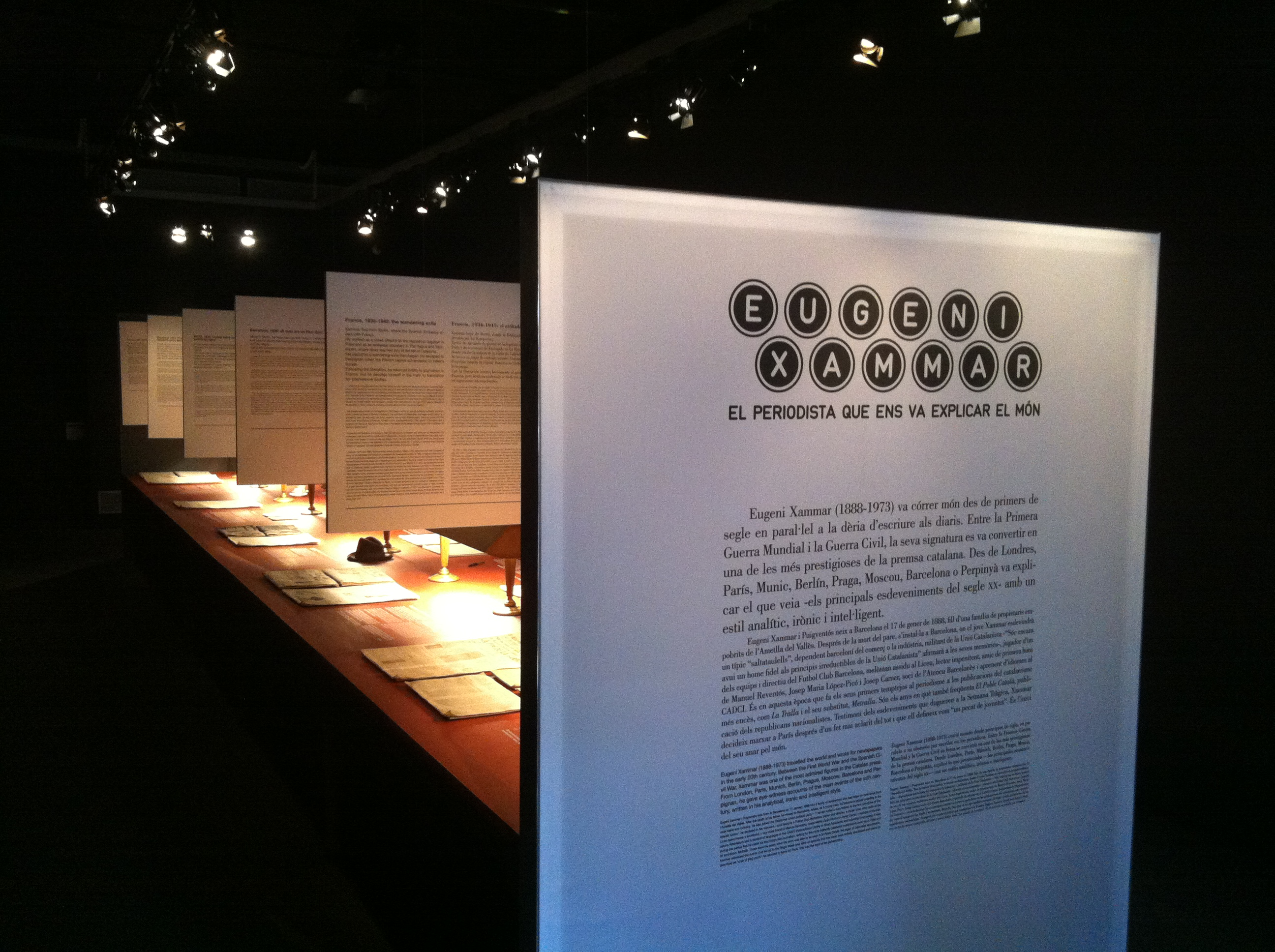
Exposició al Palau Robert.